# 黄妃 (明朝)
黄妃（1401年—1421年），黄氏，名失考，朝鮮人，明成祖的“皇妃”。黄河信之女。
永乐十五年（1417年）八月，明成祖派宦官黄俨、海寿等人到朝鲜选贡女。朝鲜方面提前得知消息，已选好“黄氏、韩氏等十余于勤政殿，令两使臣择之”，报言“黄氏容貌美丽，故副令河信之女；韩氏婵娟，故知淳昌郡知事永矴之女”:17—18。黄氏时年十七（虚岁）:20。黄氏、韩氏在兄长陪同，另各自有六名侍女、两名火者（阉人），随同黄俨前往京师。时“路旁观者，莫不垂涕”。路途上，黄氏因腹痛之病，每夜由婢女以手摩动腹部，“一夜小便时，阴出一物，大如茄子许，皮裹肉块也”。至此，知道黄氏不是处女:61。
黄氏、韩氏抵达北京后，明成祖给予赏赐。韩氏受封丽妃，黄氏的封号不详。日后，黄氏给母亲的家书中称“皇妃黄氏，书上母亲大人坐前”。当代研究者认为她应该封妃:20。对于非处女一事，黄氏招供曾与姊夫金德章、隣人皂隷等私通。明成祖要以此事责怪朝鲜，敕書已成。宮人楊氏知道后，告诉了韩丽妃。韩丽妃向明成祖哀求，曰：「黃氏在家私人，豈我王之所知也？」明成祖感悟，命韩丽妃惩罚黄氏。韩丽妃遂抽打黄氏的面颊。第二年（戊戌），欽差善才对朝鲜太宗曰：「黃氏性險無溫色，正類負債之女。」歲癸卯，欽差海寿謂上曰：「黃氏行路之時，腹痛至甚，吾等見則以鄕言言腹痛，必慙而入內。」
永乐十九年(1421年），后宫爆出牵涉多名妃嫔宫女的风化案鱼吕之乱，黄氏等皆被明成祖抓去审问。黄氏援引了许多其他人以求宽大。同来自朝鮮的李昭仪凛然说道：‘等死耳，何引他人为？我当独死。’最后黄氏和李氏都被处斩。